# 佐藤稔浩
佐藤 稔浩（さとう としひろ、1980年1月28日 - ）は、山形県出身の元バスケットボール選手。日立サンロッカーズに所属していた。

## 来歴
山形南高校から青山学院大学に進み、インカレ初優勝に貢献。
卒業後、日立に入社。2012年引退。背番号「20」はサンロッカーズの永久欠番。

## 経歴
- 山形南高校 - 青山学院大学 - 日立サンロッカーズ（2002年〜2012年）